# 新潟県道1号新潟小須戸三条線

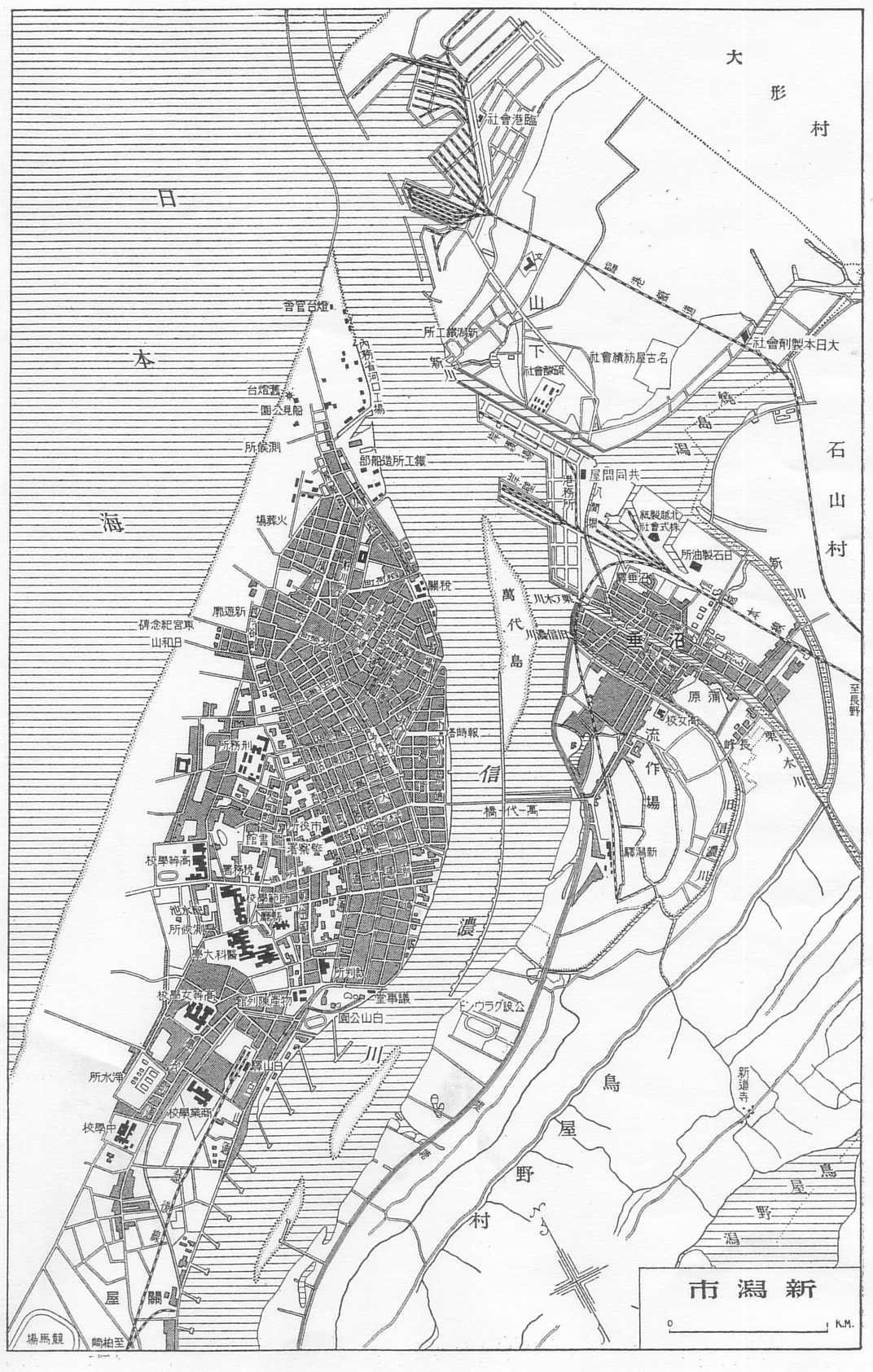
1930年頃（昭和初頭）に発行された新潟市の地図。大河津分水路によって流量が減った信濃川河口部では川幅縮小工事が行われたのに伴って、従前の右岸堤防は現在の当県道にあたる都市計画道路「新潟小須戸線」の建設用地に充当された。

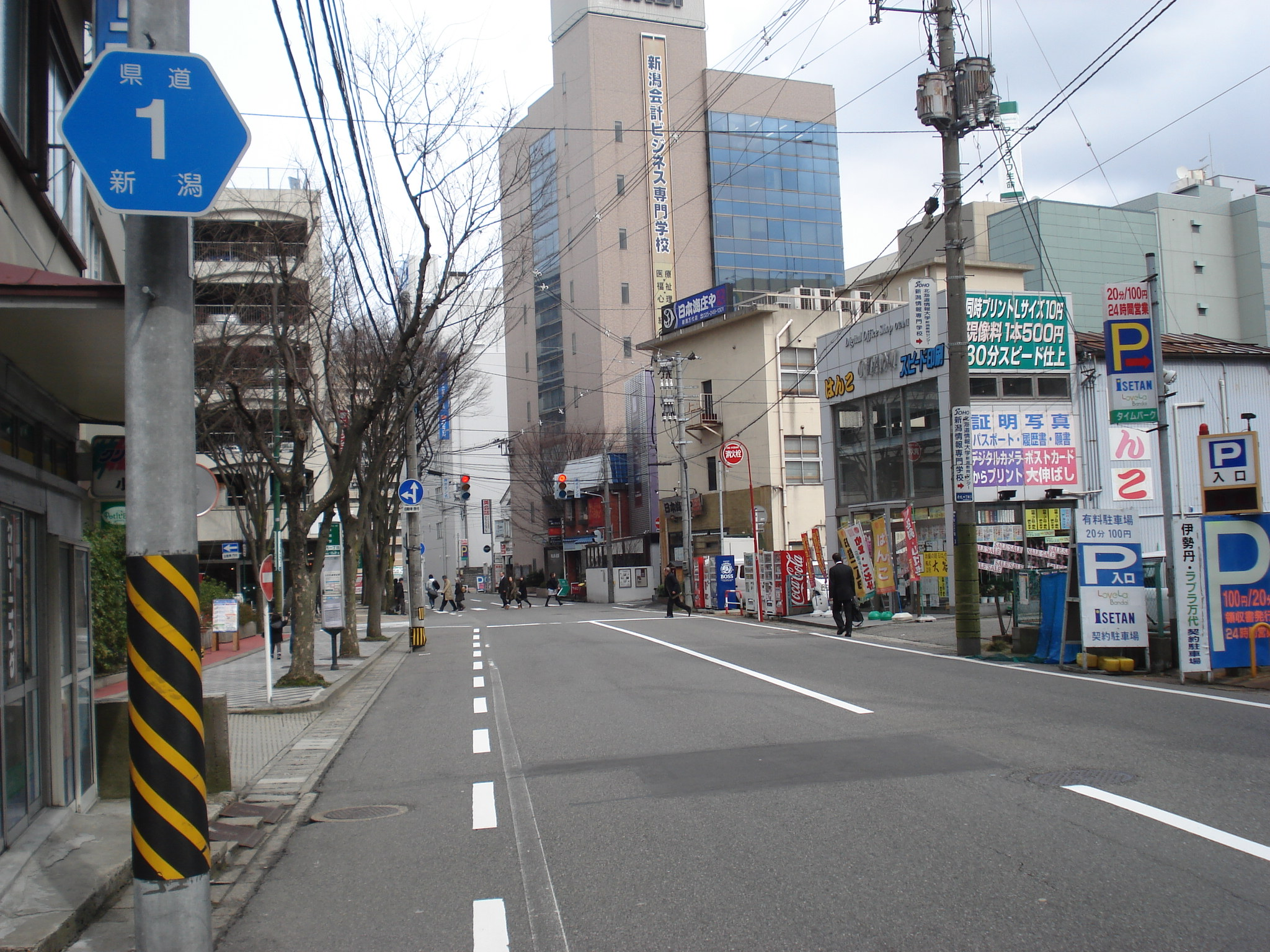
新潟市中央区万代付近

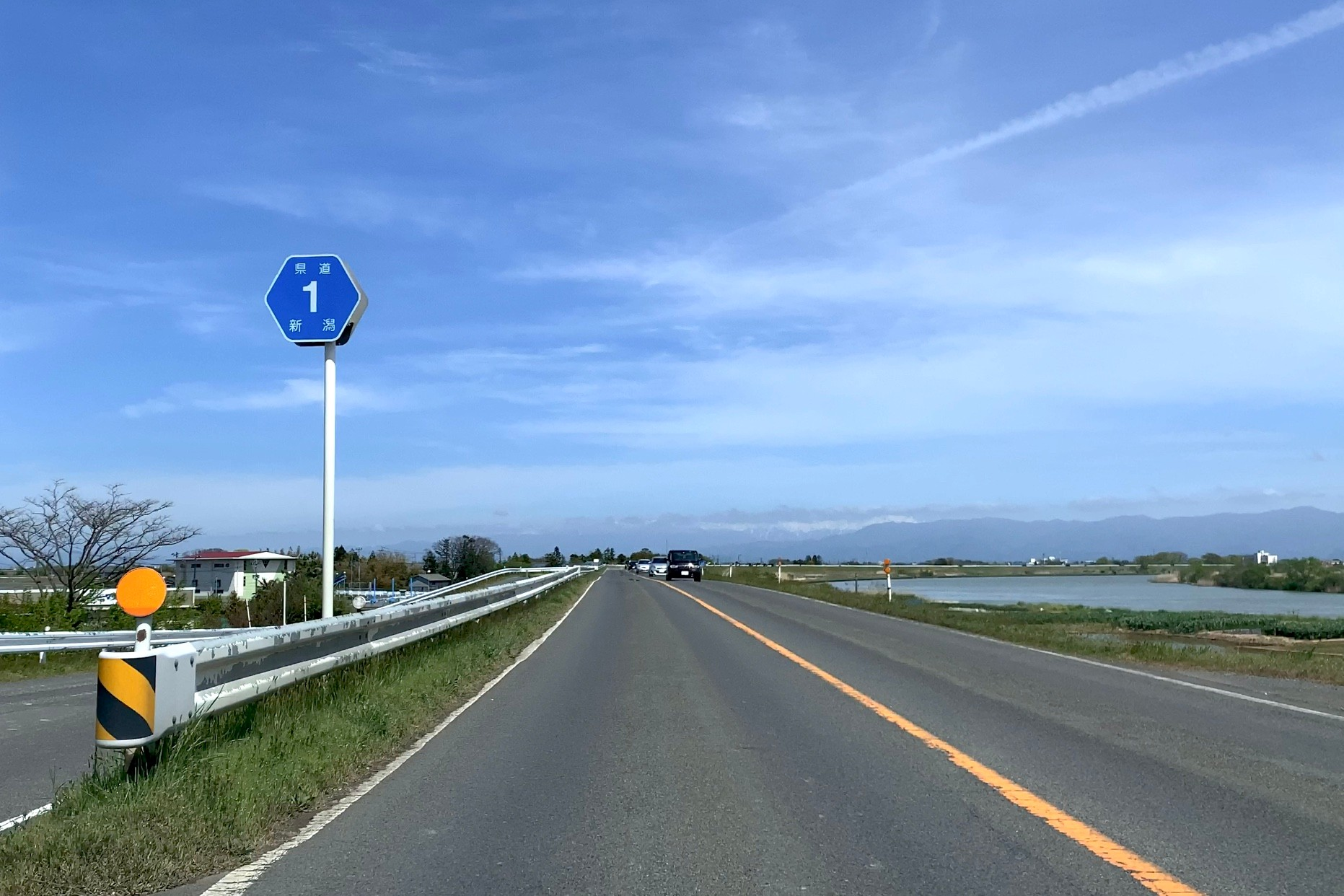
新潟市江南区舞潟付近。県道1号はほとんどの区間において信濃川右岸の堤防に沿って走る。

新潟県道1号新潟小須戸三条線（にいがたけんどう1ごう にいがたこすどさんじょうせん）は、新潟県新潟市中央区から三条市に至る主要地方道（新潟県道）である。通称は小須戸線（こすどせん）。1994年以前は新潟県道801号新潟小須戸三条線だった。

## 概要
新潟市中心部の国道7号（東大通から西へ分岐し、新潟県庁の前などを通り、信濃川の右岸側をほぼ川に沿うように南下する。中央区大島以南は信濃川の堤防上を行く。秋葉区新津地区西部、小須戸地区の中心部などを経由し、県道、国道などと接続する。小須戸地区南部から南蒲原郡田上町にかけての一部区間は狭隘な単車線区間。三条の市街地に入ると、荒町に架かる瑞雲橋を西へ渡り、上須頃の国道8号三条大橋北詰に至る。
江南区酒屋町と秋葉区覚路津の間、小阿賀野川に架かる「亀鶴橋」は老朽化が著しく、総重量15t以上の大型車両の通行が不可能となっていたが、信濃川・小阿賀野川の堤防補修などと合わせて両河川の合流点付近に新橋が建設され、2005年（平成17年）3月に供用を開始した。これにより同区間の通行制限は解除された。
なお、起点部の流作場五差路 - 万代一丁目交差点間は、流作場方面への一方通行。流作場から万代一丁目へは、旧新潟駅前通（新潟市道）を経由する。

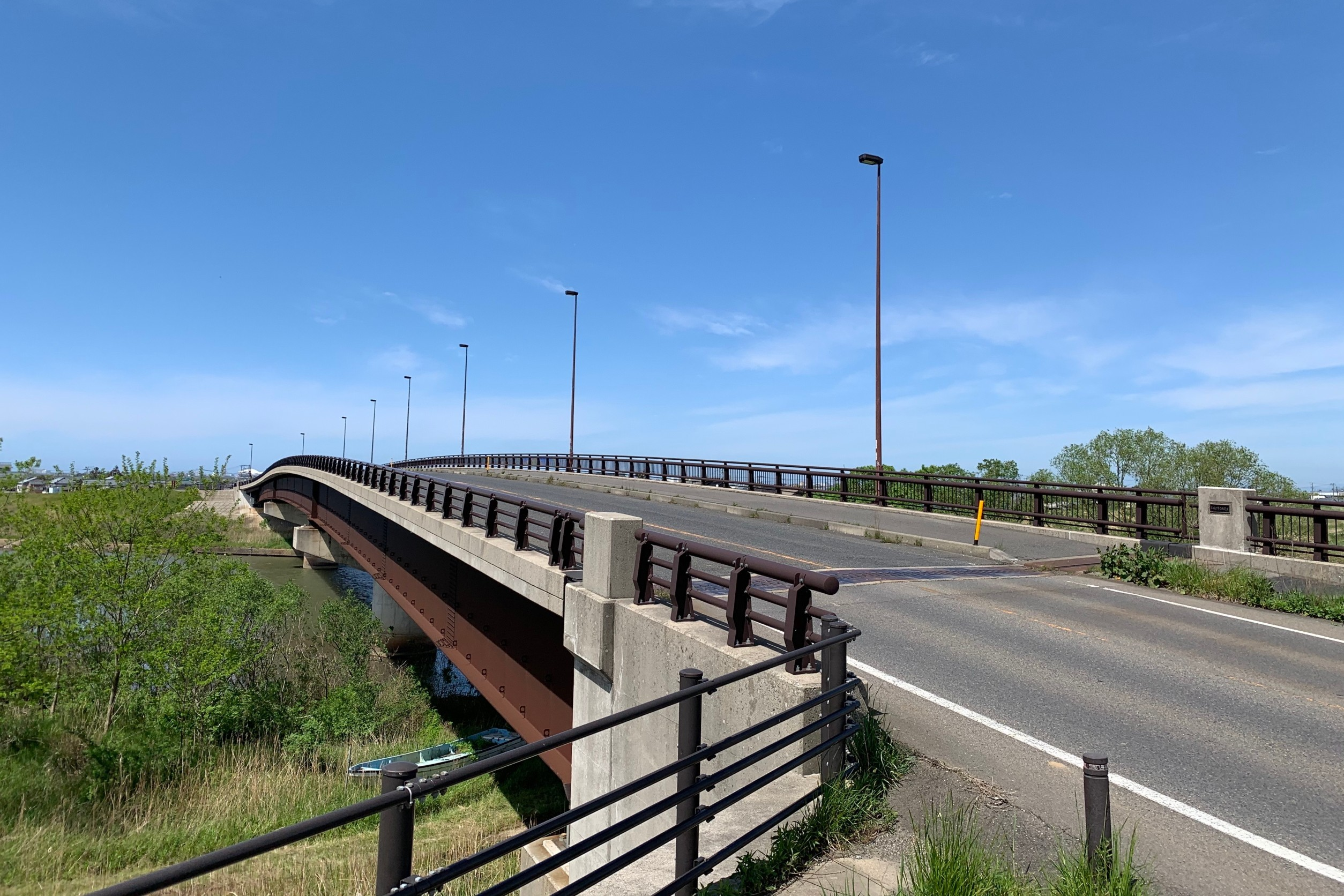
2005年3月竣工の3代目亀鶴橋
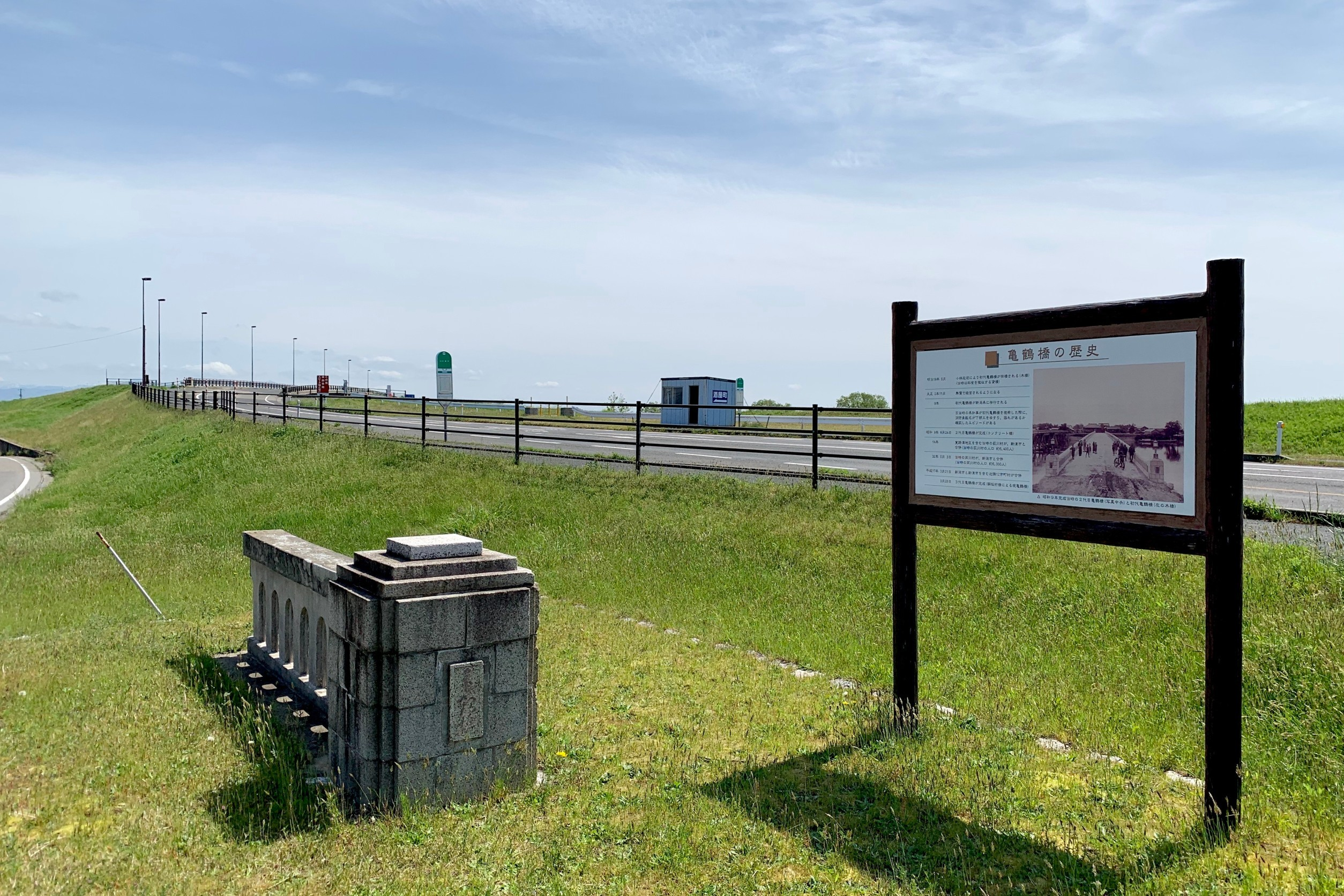
江南区側に保存された2代目亀鶴橋の一部
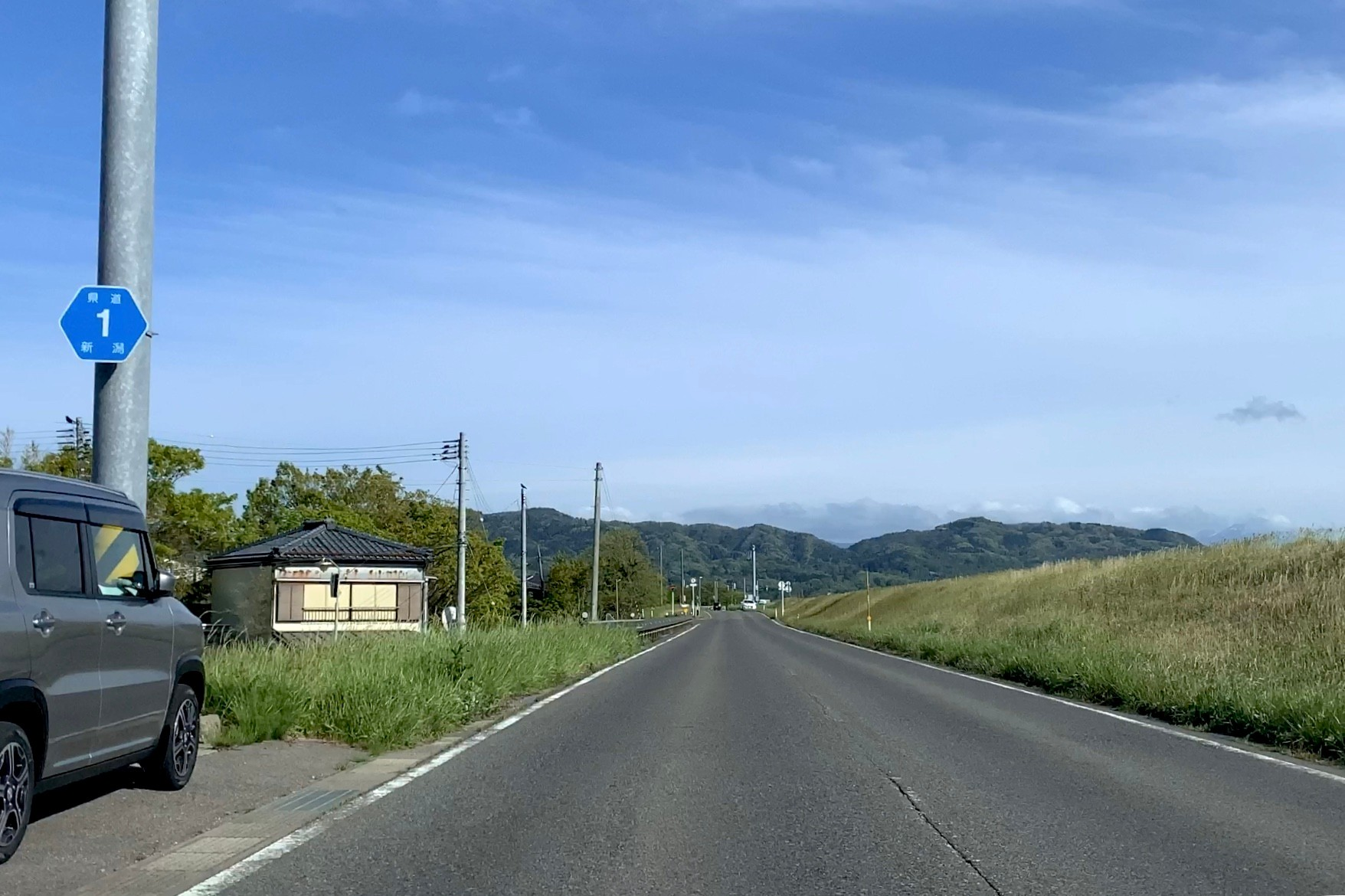
信濃川右岸堤防を走る区間では、天端ではなく堤内地側の一段低い位置を走る区間も多い（新潟市秋葉区小須戸付近）

### 路線データ
- 起点：新潟市中央区万代（流作場五差路=国道7号交点）
- 終点：三条市大字上須頃字中沢道上（上須頃南交差点=国道8号交点）
- 路線延長：43.5857 km（2006年4月1日現在）[1]

## 歴史
- 1964年（昭和39年）12月28日 - 建設省（現・国土交通省）が主要地方道に指定。
- 1967年（昭和42年）6月13日 - 新潟県が主要地方道601号新潟小須戸三条線を認定。「601」は元々は若松小出線→会津若松小出線の新潟県側で使用されていた整理番号で、国道252号へ昇格されたことに伴い602号小出田島線等とともに廃止された。
- 1976年（昭和51年）11月1日 - 整理番号を601から801へ改番。
- 1993年（平成5年）5月11日 - 建設省から、主要県道新潟小須戸三条線が新潟小須戸三条線として主要地方道に再指定される[2]。
- 1994年（平成6年）4月1日 - 整理番号を801から1へ変更。

## 路線状況

### バイパス
- （南蒲原郡田上町大字保明新田 - 加茂市大字加茂新田）

### 通称
- 小須戸線[3]
- 新潟小須戸線 - 昭和初期の新潟市の都市計画道路。東港線などと合わせ、信濃川下流右岸側で進捗した都市開発の布石となった。

### 重複区間
- 国道116号（新潟市中央区新光町 - 同区鳥屋野）
- 国道289号（新潟市中央区新光町 - 同区鳥屋野）
- 新潟県道220号白根亀田線（新潟市江南区酒屋町 - 秋葉区覚路津字三枚潟）
- 新潟県道46号新潟中央環状線（新潟市秋葉区覚路津 - 同区覚路津字三枚潟）
- 国道460号（新潟市秋葉区子成場地内）
- 新潟県道127号新津茨曽根燕線（新潟市秋葉区小須戸字鵜出古木地内）
- 新潟県道55号新潟五泉間瀬線（田上町大字曽根新田 - 同町大字横場新田）

### 道路施設
- 亀鶴橋（新潟市江南区-新潟市秋葉区）：174.7 m[4]
- 大秋大橋（新潟市秋葉区）：31.2 m[4]
- 保明大橋（南蒲原郡田上町）
- 瑞雲橋（三条市）

### 交通量
24時間交通量（台）　道路交通センサス
| 観測地点                         | 平成22（2010）年度 | 平成27（2015）年度 |
| -------------------------------- | ------------------ | ------------------ |
| 亀鶴橋（新潟市江南区・秋葉区境） | 13,324             | 14,497             |
| 新潟市秋葉区水田                 | 6,361              | 7,710              |
| 三条市栗林                       | 12,868             | 14,928             |

（出典：「平成22年度道路交通センサス」・「平成27年度全国道路・街路交通情勢調査」（国土交通省ホームページ）より一部データを抜粋して作成）

## 地理

### 通過する自治体
- 新潟市（中央区 - 江南区 - 秋葉区）
- 南蒲原郡田上町
- 加茂市
- 三条市

### 交差する道路
- 新潟市中央区

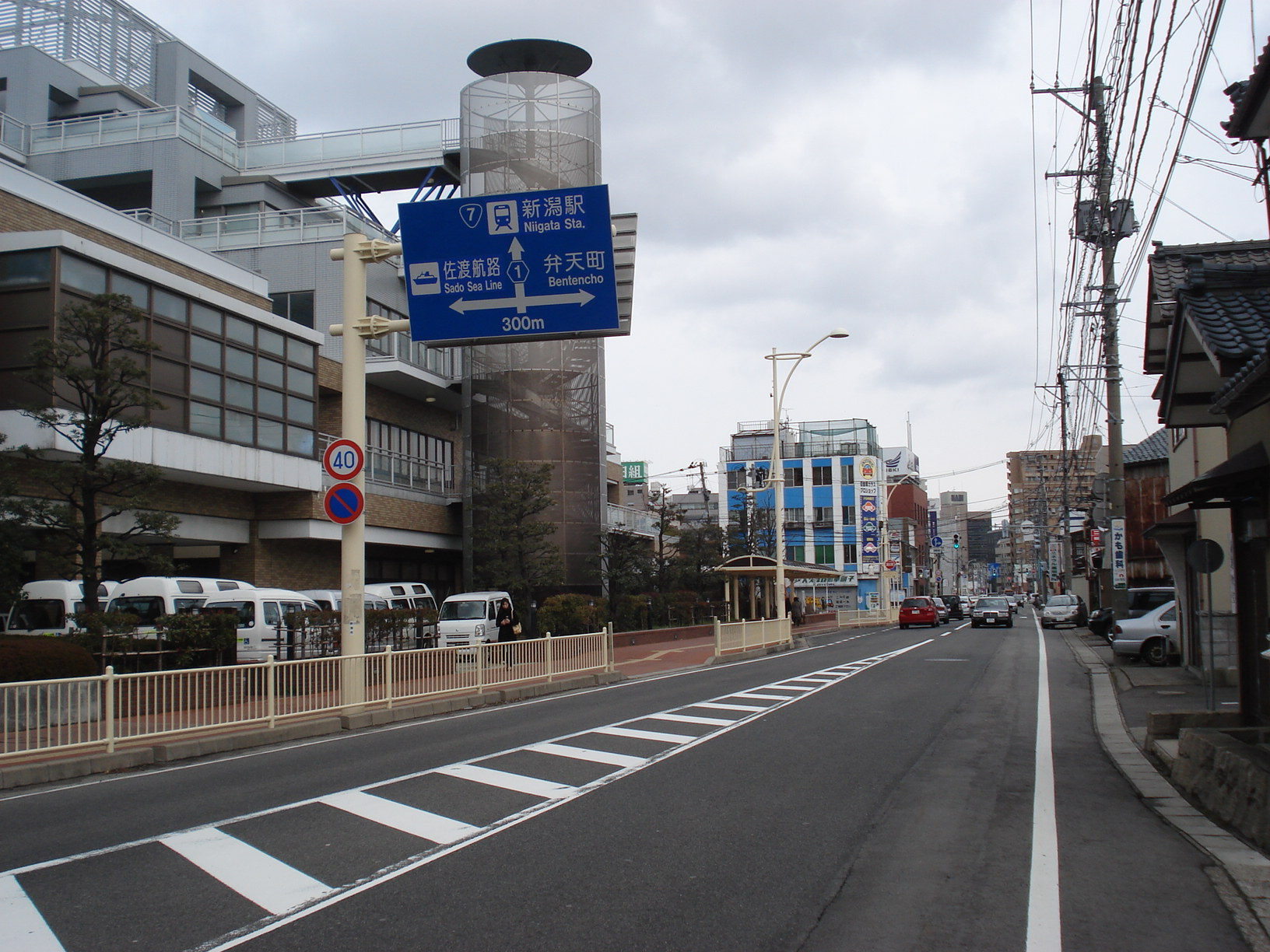
新潟市中央区八千代付近

  - 国道7号（流作場五差路）（=国道8号・国道17号重複区間）
  - 新潟県道164号白山停車場女池線〈和合線〉（幸町交差点）
  - 新潟市道上所新和線〈東港線〉（上所交差点）
  - 国道116号（重複：国道289号）（新光町交差点）
  - 新潟県道16号新潟亀田内野線〈女池線・千歳大橋〉（同）
  - 新潟県道51号新潟黒埼インター笹口線〈笹出線〉（出来島一丁目交差点）
  - 国道116号（重複：国道289号）（鳥屋野・平成大橋東詰交差点）
- 新潟市江南区
  - 新潟県道2号新潟寺泊線（天野・信濃川大橋東詰交差点）
  - 新潟県道220号白根亀田線（酒屋町丁字路）
- 新潟市秋葉区
  - 新潟県道46号新潟中央環状線（覚路津・亀鶴橋南詰交差点）
  - 新潟県道46号新潟中央環状線（三枚潟・大郷橋東詰交差点）
  - 新潟県道220号白根亀田線（同）
  - 国道460号（子成場交差点）
  - 国道460号（臼井橋東詰交差点）
  - 新潟県道127号新津茨曽根燕線（鵜出古木交差点）
  - 新潟県道41号白根安田線（小須戸新町・小須戸橋東詰交差点）
- 田上町
  - 新潟県道55号新潟五泉間瀬線（曽根新田）
  - 新潟県道55号新潟五泉間瀬線（庄瀬橋東詰交差点）
  - 新潟県道67号村松田上線（保明大橋東詰）
- 加茂市
  - 新潟県道9号長岡栃尾巻線（川西交差点）
  - 新潟県道137号天神林上条線（天神林）
- 三条市
  - 新潟県道537号塚野目代官島線（三貫地・景雲橋南詰交差点）
  - 国道289号（石上交差点）
  - 国道8号（重複：国道17号）（上須頃交差点）